# Violet Barclay
Violet A. Barclay (5 de noviembre de 1922 – 26 de febrero de 2010), quien también trabajó bajo el nombre Valerie Barclay y su nombre de casada Valerie Smith, fue una ilustradora  estadounidense conocida por ser una de las primeras mujeres artistas en trabajar en historietas, trabajando en esa área durante las décadas de 1930 y 1940, período denominado por los historiadores como la edad de oro de las historietas.
Violet adoptó el nombre "Valerie", ya en la adultez, por la actriz Valerie Hobson, a pesar de que nunca cambió su nombre legalmente.

## Biografía y carrera
Barclay nació y fue criada en el distrito de Manhattan, ciudad de New York, New York, junto a una hermana, y dos hermanos menores que ella. Su madre abandonó a su esposo cuando Barclay era menor de edad. Barclay asistió a la Escuela de Arte Industrial, donde entre sus compañeros se encontraba el futuro profesional de la historieta Allen Bellman, y a la  Escuela de Artes Visuales de Nueva York. Obtuvo su primer trabajo en historietas luego de que Mike Sekowsky — un exalumno de la Escuela Industrial y dibujante para Timely Comics la predecesora de la editorial Marvel Comics — la encontró trabajando en el restaurant Cafe Rouge. Según ella recordó en una entrevista en 2004, "Yo tenía 17 y... estaba ganando 18 dólares por semana como Maître. Mike dijo, 'te daré un trabajo ganando 35 dólares por semana como entintadora, y podrás [adicionalmente] trabajar por tu cuenta el fin de semana. Te dejaré entintar mis cosas'. Él fue con el editor Stan Lee y me consiguió el trabajo. Yo no sabía nada acerca de entintado. [El artista] Dave Gantz me enseñó — simplemente mirandolo".
Usando al principio el nombre Violet Barclay, comenzó a ser empleada de Timely en enero de 1942, cuando la editorial se mudó de sus primeras oficinas en el edificio McGraw-Hill a su lugar en los siguientes años, el edificio Empire State. Debido a que su trabajo no estaba acreditado, una práctica normal en esa época, los créditos de su trabajo son difíciles, si no imposibles, de determinar. The Who's Who of American Comic Books 1928-1999 determina que Barclay entintó historias para las historias de animales de la Timely como  "Super Rabbit" (1942 a 1948) y "Ziggy Pig and Silly Seal" (1943 a 1947), así como historias de humor adolescente en títulos como Jenny, Rusty, Willie (todas entre 1947 y 1948) y Georgie (1949), y la serie de humor Nellie the Nurse (1949).
Durante este tiempo la complicada relación con su benefactor Sekowsky — quien le hacía regalos costosos incluso durante su matrimonio con Joanne Latta — causaban malestar en Timely, editorial que dejó en 1949. Ella describió más tarde el ambiente en la oficina,

Mike era un muy buen ser humano. Todos en Timely querían a Mike. Nadie me quería a mi porque pensaban que estaba tras él. Lo cual era verdad. Corría la Segunda Guerra Mundial y no había hombres alrededor, así que pasaba tiempo con él. Todos. especialmente Dave Gantz, se daban cuenta. ... [Mike] una vez intentó despedirme por una aventura con [el artista de Timely] George Klein. Mike fue con Stan Lee y dijo, 'Stan, quiero que la echen, y si no la despiden, voy a renunciar'. Bueno, nunca podías decirle a Stan Lee lo que tenía que hacer. Stan dijo: 'Bueno Mike, fue un gusto haberte conocido'.

Sekowsky, uno de los pilares de Marvel Comics, eligió quedarse y "hacer un infierno la vida de George". No obstante, según Barclay Timely era "un lindo lugar para trabajar".
Acerca de su vida personal en esta época, Barclay dijo en 2004 que "Me había casado antes de encontrarme con Mike, pero el divorcio de mi esposo no había terminado... Su esposa le envió los papeles de divorcio, y habían tenido citas después que nos casamos. Tuve que ir a la corte para conseguir la nulidad. Mike me la pagó y le costó 350 dólares. Luego, a comienzos de la década de 1950, ella se casó con un hombre llamado Johnny Smith.
Tras dejar Timely en 1949, Barclay hizo trabajos por su cuenta entintando en la revista de historietas sobre crímenes Exposed (1949), de la editorial D.S. Publishing, y dibujó y entintó Intimate Love para Standard (1951–53); DC Comics (1952); American Comics Group (1952 a 1954); Ace Periodicals, y St. John Publications (1953). Mucho de su trabajo como independiente fue en el género romántico.
Bellman recordó en 2005: "La conocía desde antes de mis días en Timely. Se llamaba Violet en ese tiempo pero siempre andaba cambiando su nombre. Era un poco solitaria, siempre se las arreglaba sola. Pero era una joven exquisitamente hermosa. Era entintadora. Recuerdo que usaba tinta china con un cepillo para el rímel."
A mediados de la década de 1950, durante una recesión en la industria, Barclay dejó las historietas ya que no conseguía trabajo. Aunque su color natural de cabello "era oscuro, casi negro", ella "pasó a ser una modelo rubia platinada". Sin haber tenido éxito, dejó al año para convertirse en mesera, y luego varias temporadas como anfitriona en varios restaurantes.
Finalmente pasó a la ilustración de moda, trabajando durante algunos años para cadenas minoristas nacionales como Lane Bryant y Abraham & Straus. Continuó estudiando arte hasta 2001, cuando Barclay, quien sufría osteoporosis, se fracturó varios huesos luego de tropezar con un caballete en la escuela Liga de estudiantes de arte de Nueva York. Se jubiló con la llegada de los gráficos por computadora y, a partir de 2004, vivió en la ciudad de Nueva York y pintó recreaciones de los retratos de John Singer Sargent.

### Muerte
Barclay murió el 26 de febrero de 2010 en el Hospital de New York y fue enterrada en el cementerio Pine Lawn en  Massapequa, Estado de New York.

## Premios
- 2017 Inkwell Awards Premio Especial en Reconocimiento.[16][17] El premio fue aceptado en su nombre por su amigo Allen Bellman.[18] Al momento de la ceremonia, los organizadores no pudieron localizar a ningún miembro de la familia o heredero.